# 委員会制
委員会制（いいんかいせい）は、共和主義国家における統治制度の一種で、最大の特徴は大統領などの最高指導者がいないことである。

## 歴史
最も有名な委員会制を採用していた国は、フランス革命後のフランスである。また、ロシア革命後のソビエト社会主義共和国連邦の統治形態や中国の汪兆銘政権も委員会制であった。現代では、スイスの統治制度がそれに当たる。

## 機能
- 行政権の掌握
- 委員による互選で委員長が選出される。委員長は実質国家元首となる。
- 国権の最高機関として国の活動を指導。